# Francisco Calés Otero
Francisco Calés Otero (Madrid, 1925 - Villa del Prado, Madrid, 1985) fue un compositor español, hijo de Francisco Calés Pina.

## Biografía
En junio de 1940 ingresó en el Conservatorio de Madrid, donde obtuvo las más altas calificaciones en solfeo, piano, acompañamiento, música de cámara, estética, historia de la música, folclore, armonía y composición. Armonía, contrapunto, fuga y composición, las estudió bajo la dirección única y exclusiva de su padre, simultaneándolas con sus estudios universitarios.
Fue bachiller universitario con premio extraordinario en examen de Estado, y licenciado en Derecho.
En 1947 ganó en concurso-oposición la plaza de profesor auxiliar de solfeo en el Conservatorio de Madrid, y posteriormente una plaza de profesor numerario de solfeo y teoría musical en 1949, y la cátedra de contrapunto y fuga en 1953, todas ellas con el voto unánime del tribunal.
Desempeñó la vicesecretaría del Conservatorio, y fue pensionado por el Ministerio de Educación Nacional para visitar en misión cultural diferentes Conservatorios y centros musicales de Europa.
Desde 1966 a 1970 ocupó el cargo de director del Real Conservatorio Superior de Música de Madrid, realizando el traslado del mismo el 18 de octubre de 1966 a su antigua sede del Teatro Real (Madrid).
Entre sus muchos alumnos destacan el flautista Francisco Javier López Rodríguez, el compositor Leoncio Diéguez Marcos, el director de orquesta Jaime Belda Cantavella y la compositora y violinista Beatriz Arzamendi, el compositor Julio Robles García.
La Villa del Prado de Madrid le ha otorgado su nombre a un plaza de la localidad: Plaza Francisco Calés Otero.

## Discografía
- Cinco cantos de Sefarad: para piano, Londres, Edición de la World Sephardi Federation, cop. 1959. Código de referencia: BIB20050002190, partituras (Depósito legal: M. 12.567-1959).[9]